# 白健杆
白健杆（学名：Eulalia pallens）为禾本科金茅屬下的一个种。

## 扩展阅读
- 維基物種上的相關：白健杆